# Вельтер, Надежда Львовна
Надежда Львовна Вельтер (урождённая Середа; 22 октября (3 ноября) 1899, Кишинёв, Бессарабская губерния — 4 ноября 1991 года, Санкт-Петербург) — советская оперная певица (меццо-сопрано), заслуженная артистка РСФСР (1936).

## Биография
Родилась в Кишинёве в 1899 году, выросла в Тамбове, где в 1911—1918 училась в Александринском институте благородных девиц. В 1927 году окончила Ростовскую консерваторию по классу пения профессоров Н. И. Сперанского и Л. М. Образцова, в 1950 году — режиссёрский факультет Ленинградской государственной консерватории.
В 1927—1929 годах — солистка Бакинского оперного театра, в 1929—1930 годах — оперы Народного дома в Ленинграде, в 1931—1944 годах — Малого оперного театра, с 1945 года — Театра оперы и балета имени С. М. Кирова. Преподавала оперное искусство в Ленинградской государственной консерватории.
Похоронена на Волковском кладбище в Петербурге
В её репертуаре было более 60 партий. Первая исполнительница ролей в операх тамбовских композиторов И. И. Дзержинского (Аксинья в «Тихом Доне») и В. В. Желобинского (Ниловна в опере «Мать»), роли Графини в «Пиковой даме» в постановке В. Э. Мейерхольда, а также партий Марины Мнишек («Борис Годунов»), Любаши («Царская невеста» Н. А. Римского-Корсакова), Ласочки («Кола Брюньон» Д. Б. Кабалевского), Дуэньи («Обручение в монастыре» С. С. Прокофьева), Минны («Девушка с Запада» Пуччини), Кармен (Ж. Бизе) и других.
Автор книги воспоминаний «Об оперном театре и о себе: страницы воспоминаний» (Ленинград: Советский композитор, 1984).

Могила Вельтер на Волковском православном кладбище Санкт-Петербурга.